# Helix maltzani
Helix maltzani is een slakkensoort uit de familie van de Helicidae. De wetenschappelijke naam van de soort is voor het eerst geldig gepubliceerd in 1883 door Kobelt.